# Фохт, Адауктус
Адауктус Фохт (нем. Adauktus Voigt, имя при рождении нем. Nikolaus Voigt, чеш. Mikuláš Voigt, орденское имя лат. Adauctus a Sancto Germano, 14 мая 1733, Оберлойтенсдорф — 18 октября 1787, Никольсбург) — австрийский священник-пиарист, библиотекарь, историк и нумизмат.

## Биография
Родился в Оберлойтенсдорфе, в Королевстве Богемия, входившем в состав владений австрийских Габсбургов (ныне — город Литвинов в Чехии). Четыре года учился в колледже пиаристов в Слани, где выучил чешский язык. Затем продолжил обучение в колледже иезуитов в Хомутове и у пиаристов в Литомишле, изучал теологию и философию. Рукоположен в 1758 году в Оломоуце.
В 1777 году занял должность профессора истории Венского университета. Одновременно исполнял обязанности хранителя университетской библиотеки и императорского собрания монет.

## Избранная библиография
- Bescheibung der bisher bekannten böhmischen Münzen. 4 Bde. — Prag, 1771—1787.
- Schreiben an einen Freund von den bei Podmokl einen in der Hochfürstl. Fürstenbergischen Herrschaft Pürglitz gelegenen Dorfe in Böhmen gefundenen Goldmünzen, Prag 1771.
- Schau- und Denkmünzen unter der Regierung der Kaiserin Maria-Theresia. — Wien, 1782.